# Reinhold Schultert
Reinhold Schultert (* 8. Juni 1919 in Neundorf, Kreis Löwenberg, Schlesien; † 9. April 2013) war ein deutscher Politiker (SPD) und Mitglied des Niedersächsischen Landtages.

## Leben
Nach dem Besuch der Volksschule absolvierte Reinhold Schultert eine Ausbildung als Zimmermann. Er leistete im Jahr 1939 zunächst Reichsarbeitsdienst und danach ab 1939 Wehrdienst und geriet in Kriegsgefangenschaft, aus der 1946 entlassen wurde. Nach Ende des Zweiten Weltkrieges ließ er sich im Landkreis Holzminden nieder. Dort arbeitete er in den Jahren von 1946 bis 1958 bei einem Bauunternehmen und wurde Vorsitzender des Betriebsrates. Parallel dazu bildete er sich in den Jahren 1951 und 1952 an der Sozialakademie Dortmund fort. Ab 1957 wurde er vom DGB angestellt und übernahm den DGB-Vorsitz im Kreis Holzminden.
Schultert war in zahlreichen Organisationen und Gremien engagiert. Er trat im Jahr 1946 der IG Bau-Steine-Erden bei und wurde im Folgejahr SPD-Mitglied. Im Jahr 1963 übernahm er den Vorstandsvorsitz der AOK im Landkreis Holzminden. Zudem wurde er Aufsichtsratsmitglied des Hamelner Energieversorgers Wesertal GmbH. Er war Ratsherr und Kreistagsmitglied und übernahm den Vorsitz der Kreistagsfraktion der SPD. Bürgermeister der Gemeinde Bevern (ab 1973 Samtgemeinde Bevern) war er ab 1964.
Vom 6. Juni 1967 bis 20. Juni 1982 (6. bis 9. Wahlperiode) war er für den Wahlkreis Holzminden Mitglied des Niedersächsischen Landtages, dabei in der Zeit vom 28. Juni 1978 bis 20. Juni 1982 Schriftführer.
Für sein Wirken wurde ihm 1973 das Verdienstkreuz 1. Klasse des Verdienstordens der Bundesrepublik Deutschland überreicht. 
Reinhold Schultert war verheiratet und hatte zwei Kinder.